# Bow Road (metrostation)
Bow Road is een station van de metro van Londen aan de District Line en Hammersmith & City Line. Het station is geopend in 1902 en is Grade II listed. Het station ligt ongeveer 200 meter (te voet) van het station Bow Church aan de Docklands Light Railway.

## Geschiedenis
Het station werd op 11 juni 1902 geopend door de Whitechapel and Bow Railway, een samenwerking tussen de District Railway, de latere District Line, en de London, Tilbury and Southend Railway. De nieuwe spoorlijn verbond de District Railway in Whitechapel met de London, Tilbury en Southend bij Bow. De reizigersdienst werd geleverd door de DR die in 1905 overschakelde op elektrische tractie. In 1933 werd het openbaar vervoer in Londen genationaliseerd in de London Passengers Transport Board, kortweg London Transport, en kwamen de verschillende metrobedrijven in één hand. Het station kwam in verband met de betrokkenheid van een spoorwegmaatschappij niet in handen van de underground.
London Transport kwam met het New Works Programme om verbeteringen aan het metronet door te voeren. In 1936 werden de diensten van de Metropolitan Line ten oosten van Whitechapel doorgetrokken, deze oosttak is sinds 1988 als Hammersmith & City Line bekend. De Britse spoorwegen werden in 1948 genationaliseerd en daarmee ook de W&BR, wat weg vrijmaakte voor de overdracht van het station aan London Underground in 1950.

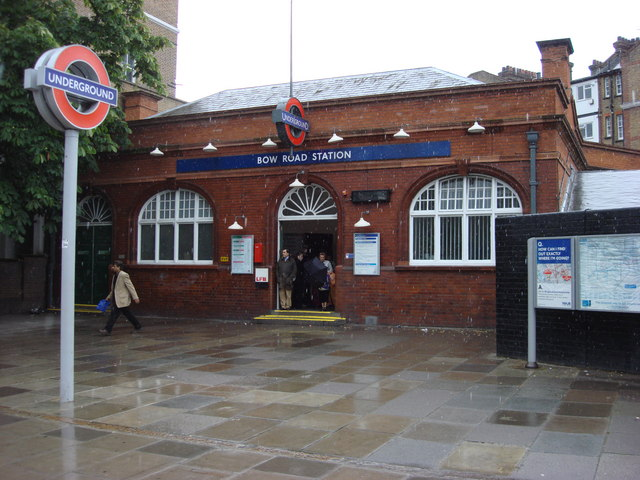
Het stationsgebouw aan Bow Road
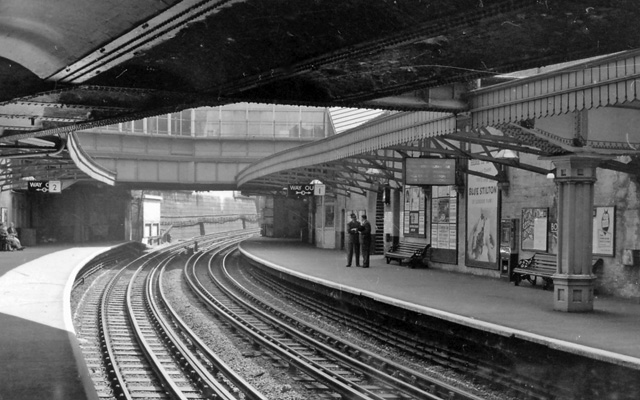
De perrons gezien uit het westen op 11 mei 1961
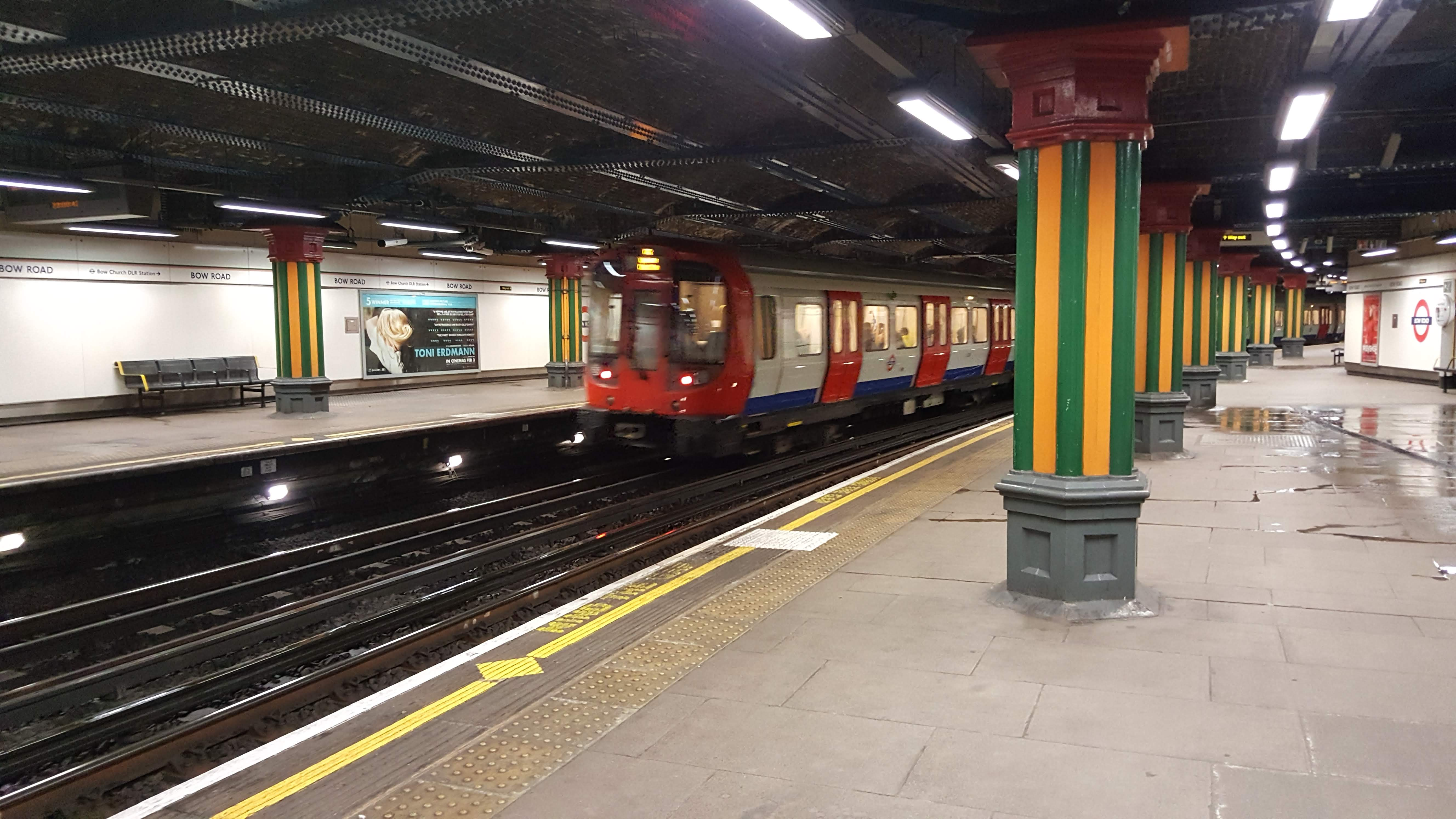
Het westelijk deel onder Bow Road

## Ligging en inrichting
Het station ligt aan de gelijknamige weg aan de noordkant van de sporen, aan de zuidkant van de sporen ligt een nooduitgang aan Wellington Way. Het stationsgebouw ligt boven de oostkant van de perrons en is met een loopbrug en vaste trappen met de perrons, op 5 meter onder het maaiveld, verbonden. Het is opgetrokken uit rode baksteen met een stenen dakrand met kroonlijst en bakstenen richels. De deuren hebben bovenaan een roos bestaande uit ruiten en de eveneens van een boog voorziene opening voor de ramen zijn in vier afzonderlijke vensters verdeeld. Aan de spoorzijde loopt een overdekte loopbrug, de perrons zelf liggen in een uitgraving met stenen wanden, die bij de trappen zijn voorzien van doorgangen met een gebogen lijst. De perrons liggen in een boog, in verband met de treinlengte, deels onder Bow Road en deels in de openlucht. Boven het westelijke deel van de perrons wordt de Bow Road gedragen door gietijzeren balken en zeshoekige gietijzeren zuilen. De zuilen zijn in lijn gerangschikt, waarbij ze de kromming van de perrons volgen. De binnenbocht heeft 12 zuilen de buitenbocht 14. Het oostelijke deel van de perrons heeft glazen afdakken in een houten raamwerk gedragen door een gietijzeren ophanging. Het station is tevens de oostelijke tunnelmond van de tunnel aan de stadskant, aan de westkant ligt een helling van 1 op 28, de steilste van het metronet, om aan die kant op dezelfde hoogte te komen als de spoorlijn bij Bromley-by-Bow. High Street Kensington en Sloane Square, eveneens aan de District Line zijn op een vergelijkbare manier ontworpen. De sporen van National Rail C2C kruisen de District Line ten oosten van het station.
In de buurt liggen onder meer:
- Minnie Lansbury Memorial.
- Phoenix Primary and Secondary School.
- Thames Magistrates' Court.
- Politiebureau Bow Road.
- Tower Hamlets Cemetery Park.

## Reizigersdienst
In de daluren verzorgt de District Line over het algemeen diensten tussen Richmond of Ealing Broadway in het westen en Upminster in het oosten. Tijdens de spits rijden er ook metro's naar Wimbledon. Bow Road is via de gelijknamige weg naar het oosten verbonden met het Bow Church-station aan de Docklands Light Railway (DLR) als een "out-of-station interchange (OSI)". Overstappers hoeven bij het andere station niet opnieuw het instaptarief te betalen en prijstechnisch wordt het gezien als een station al worden ze als afzonderlijke stations beheerd.
De normale dienst in de daluren omvat:
- District Line
  - 12 ritten per uur oostwaarts naar Upminster
  - 6 ritten per uur westwaarts naar Richmond
  - 6 ritten per uur westwaarts naar Ealing Broadway
- Hammersmith & City Line
  - 6 ritten per uur oostwaarts naar Barking
  - 6 ritten per uur westwaarts naar Hammersmith

Hammersmith · 
Goldhawk Road · 
Shepherd's Bush Market ·
Wood Lane · 
Latimer Road · 
Ladbroke Grove · 
Westbourne Park · 
Royal Oak · 
Paddington · 
Edgware Road · 
Baker Street · 
Great Portland Street · 
Euston Square · 
King's Cross St. Pancras · 
Farringdon · 
Barbican · 
Moorgate · 
Liverpool Street · 
Aldgate East · 
Whitechapel · 
Stepney Green · 
Mile End · 
Bow Road · 
Bromley-by-Bow · 
West Ham · 
Plaistow · 
Upton Park · 
East Ham · 
Barking